# Quirin de Neuss

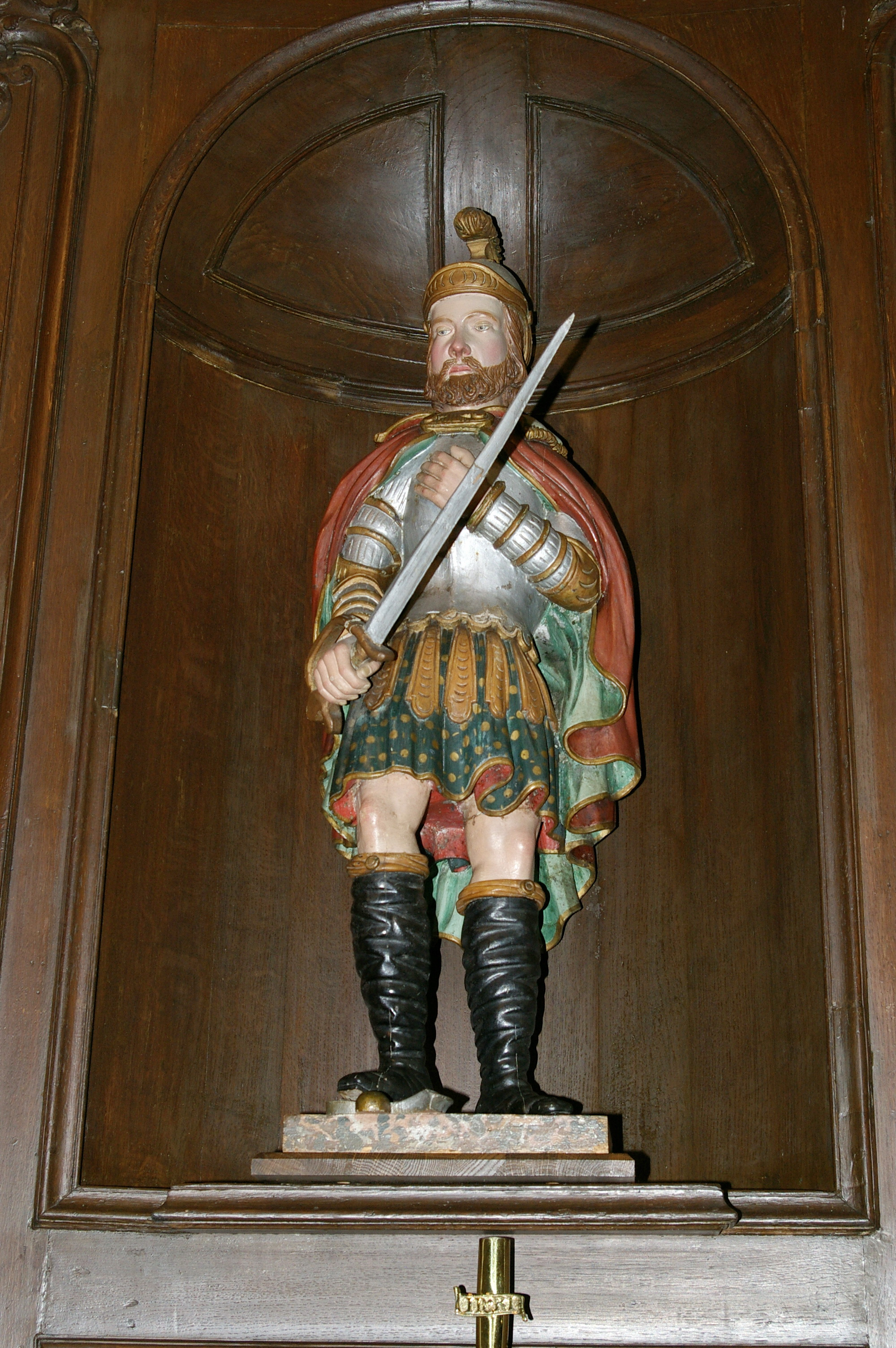
Statue de saint Quirin (XVIIIe siècle) vénérée à Houtaing, Ath, Belgique.

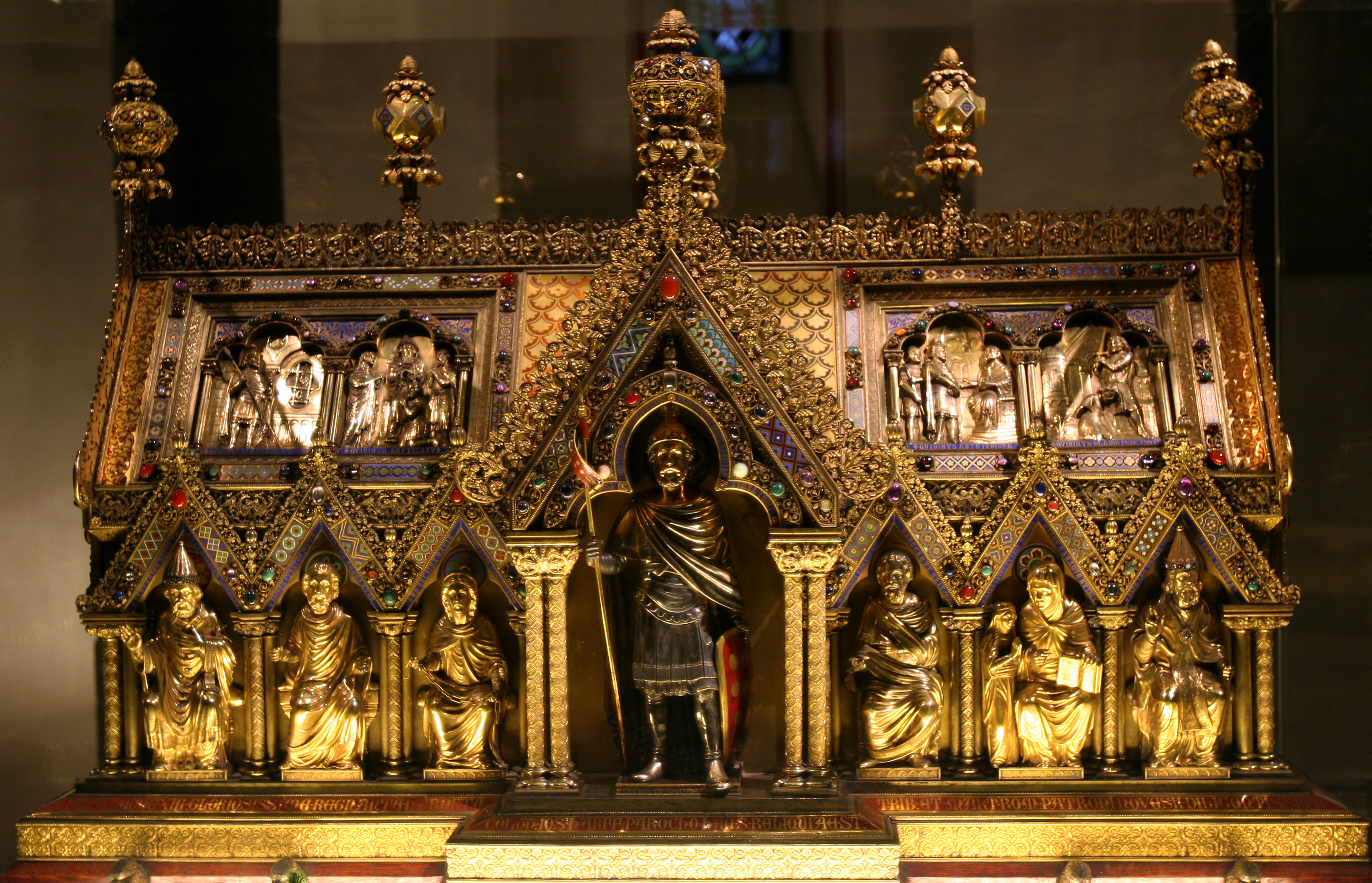
Châsse de saint Quirin à Neuss.

Saint Quirin de Rome est un saint martyr de l'Église catholique. Sa fête est célébrée le 30 avril,.

## Introduction
Il existe plusieurs saints portant le nom de Quirin (ou Quirinus). La Catholic encyclopedia en cite cinq (le Vollständiges Heiligen-Lexikon au moins seize). Quirin de Rome, soldat romain converti, a été enterré dans la catacombe de Prétextatus sur la Via Appia. Son nom et son lieu d'inhumation sont mentionnés dans le Martyrologe de Jérôme (Martyrologium Hieronymianum) du VIe siècle, ainsi que dans les itinéraires pour les tombes des martyrs romains. Son nom est apparu sans aucun doute dans le catalogue des martyrs romains du IVe siècle, à la date du 30 avril, qui est le jour que le Martyrologe de saint Jérôme lui assigne. On le retrouve dans les légendaires Actes des saints Alexandre et Balbine, où il est dit qu'il était tribun. Adon de Vienne le place dans son Martyrologe à la date du 30 mars, selon le Martyrologe romain . En 1050, les reliques de Quirin ont été données par Léon IX à sa sœur Gepa, abbesse de Neuss, et se trouvent à présent dans l'église abbatiale qui porte son nom.

## La tradition
Saint Quirin, d'origine romaine et païenne, était un officier de l'empereur Trajan. Il avait le grade de tribun. L'an 116, sous le consulat d'Æmilius Æmilianus et de Lucius Vetus, l'empereur Trajan, revenant d'une campagne victorieuse contre les Parthes, apprit que le préfet de Rome, Hermès, avait renoncé à la religion de l'empire romain pour adhérer au christianisme et qu'il avait même été baptisé par le pape Alexandre. De Séleucie, où il se trouvait alors à la tête de son armée, Trajan envoie à Rome son général Aurélien, avec la mission expresse de faire arrêter tous les chrétiens et de les mettre immédiatement à mort s'ils persistaient dans leur religion. L'ordre est exécuté, mais Trajan ne revoit plus Rome ; il meurt sur le chemin du retour. 
Hadrien, fils adoptif de Trajan, fut aussitôt proclamé empereur par ses soldats, et le premier acte officiel qu'il posa, fut de confirmer l'ordre de son prédécesseur. Et la persécution devint de plus en plus sanglante. 
Sur ces entrefaites, Aurélien arrivé à Rome, fit arrêter Hermès, préfet de la ville, et après quelques investigations, parvint à mettre la main sur le pape Alexandre, qu'il fit enfermer dans la prison de l'État. Hermès, au contraire, et conformément à une vieille coutume locale, fut confié à la vigilance de Quirin, qui l'incarcéra dans la prison de sa maison. 
Quirin s'efforça de le ramener au culte des dieux de Rome. Hermès restait inébranlable et Quirin, vaincu par tant de foi et de droiture, commença à douter. Or Quirin avait une fille, Balbine, qui souffrait des écrouelles, ce qui l'empêchait de se marier. Il demanda au pape Alexandre de guérir sa fille. On fit toucher à l'enfant les chaînes qui tenaient captif le saint pape, et immédiatement, la maladie cessa. Ce miracle acheva de convertir Quirin qui reçut le baptême.
Quirin est arrêté, on le traîne au tribunal où il est questionné. Le juge essaye de le faire renoncer à sa foi. Mais rien n'y fait ; Quirin croit en Jésus-Christ et préfère la mort à l'apostasie. Les bourreaux préparent le supplice et allument les torches. Quirin ne bronche pas. On lui arrache la langue, on lui casse les os à coups de bâton, on le torture dans les flammes des torches. Quirin, soutenu par la grâce, garde son calme. Finalement, on lui coupe les mains et les pieds, et les bourreaux lui tranchent la tête. C'était le 30 mars de l'an 130. Le corps de saint Quirin fut abandonné sur la voie publique pour servir de pâture aux bêtes. Sainte Balbine, sa fille, l'enleva la nuit et l'inhuma dans la sépulture de Prétextatus, le long de la Via Appia, où il resta jusqu'en l'an 758. C'est alors que le pape Paul le fit transférer avec beaucoup d'autres, en grande pompe, dans l'église des saints Étienne et Silvère, qu'il venait de construire.

## Culte et reliques
Le pape Léon IX offrit des reliques du Saint à différentes églises.
La relique principale se trouve à Neuss (Rhénanie-du-Nord-Westphalie) en Allemagne où se déroulait au Moyen Âge un pèlerinage en son honneur. Pour la même raison l'abbatiale d'Ottmarsheim (Haut-Rhin) devint un lieu de pèlerinage. Le chœur de forme carrée étant consacré à ce personnage. 
Parmi les églises de Belgique qui possèdent des reliques de saint Quirin, celle d'Houtaing a l'honneur de conserver un os de la main. Selon la tradition, cette précieuse relique, signalée par de très anciens manuscrits, aurait été apportée à Houtaing en l'an 872. Elle est renfermée dans un reliquaire en argent du XVIIe siècle. Sans doute n'est-il pas possible de fixer, avec certitude, la date de sa translation. Mais ne peut-on faire un rapprochement avec celle de saint Hermès à Renaix, ville dont il est patron, à la même époque, en 860 ?
L'église de Leernes possède les reliques de saint Quirin, qui font l'objet, depuis plusieurs siècles, d'un pèlerinage pour obtenir la guérison d'ulcères incurables, dit vulgairement le mal de Saint-Quirin, ainsi que deux statues de saint Quirin placées dans des niches, l'une à l'autel de Notre-Dame, l'autre à gauche du chœur.
Saint Quirin est invoqué pour la guérison des maux de tête et d'oreilles, des écrouelles, des oreillons, des rhumatismes, des fièvres et des maladies de la peau. Un pèlerinage se rendait régulièrement à Saint-Quirin, village de Moselle dont l'église est dédiée au saint martyr.

## Sources et références
- Notice sur la vie de Saint Quirin, brochure anonyme de l'église de Houtaing, 2004.

1. ↑  Saint Quirin sur Nominis
2. ↑  (it) Santi Beati
3. ↑  Dictionnaire hagiographique ou Vies des saints et des bienheureux... par L.-M. Pétin
4. ↑  éd. De Rossi-Duchesne,p. 52
5. ↑  De Rossi, Roma sotterranea ", I,pp 180-1
6. ↑  Dufourcq, Etude sur Gesta martyrum (Thèse), Guigue, 1900,p. 175
7. ↑  Catholic Encyclopedia (1913)/St. Ado of Vienne
8. ↑  Quentin, "Les martyrologes historiques",p. 490